# Ordre de bataille de la bataille de la Marne (1914)
Pour un article plus général, voir Bataille de la Marne (1914).

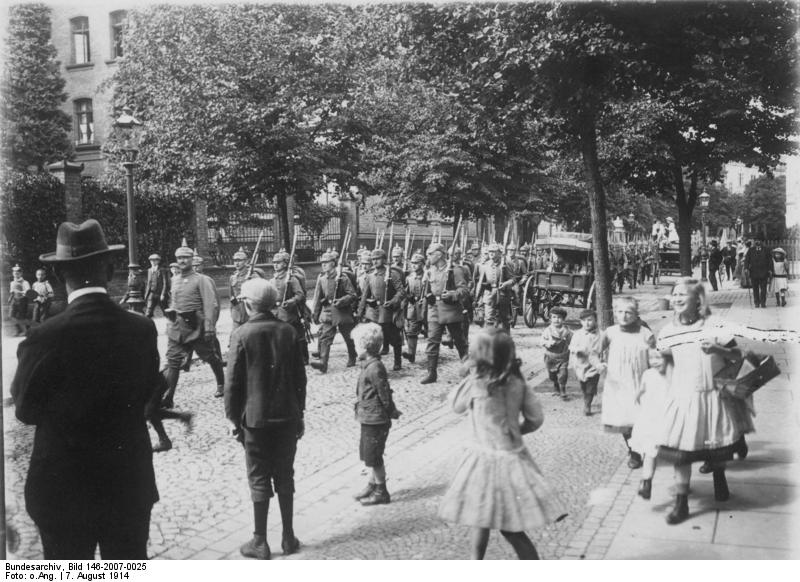
Départ de Bonn (caserne Ermekeil) du régiment d'infanterie allemand (du 8e corps) le 7 août 1914.

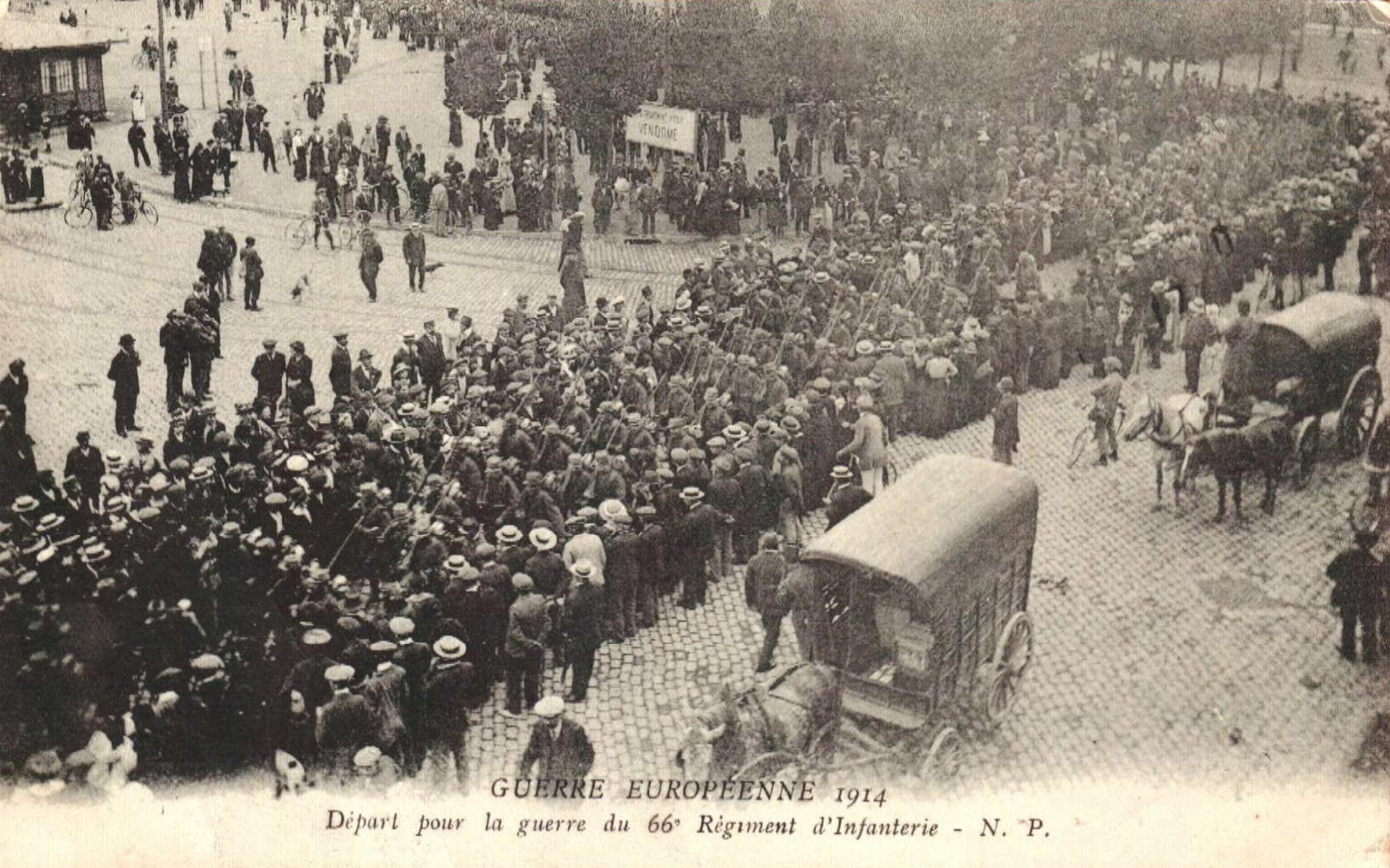
Départ de Tours (caserne Baraguey d'Hilliers) du d'infanterie français (du 9e corps) le 5 août 1914.

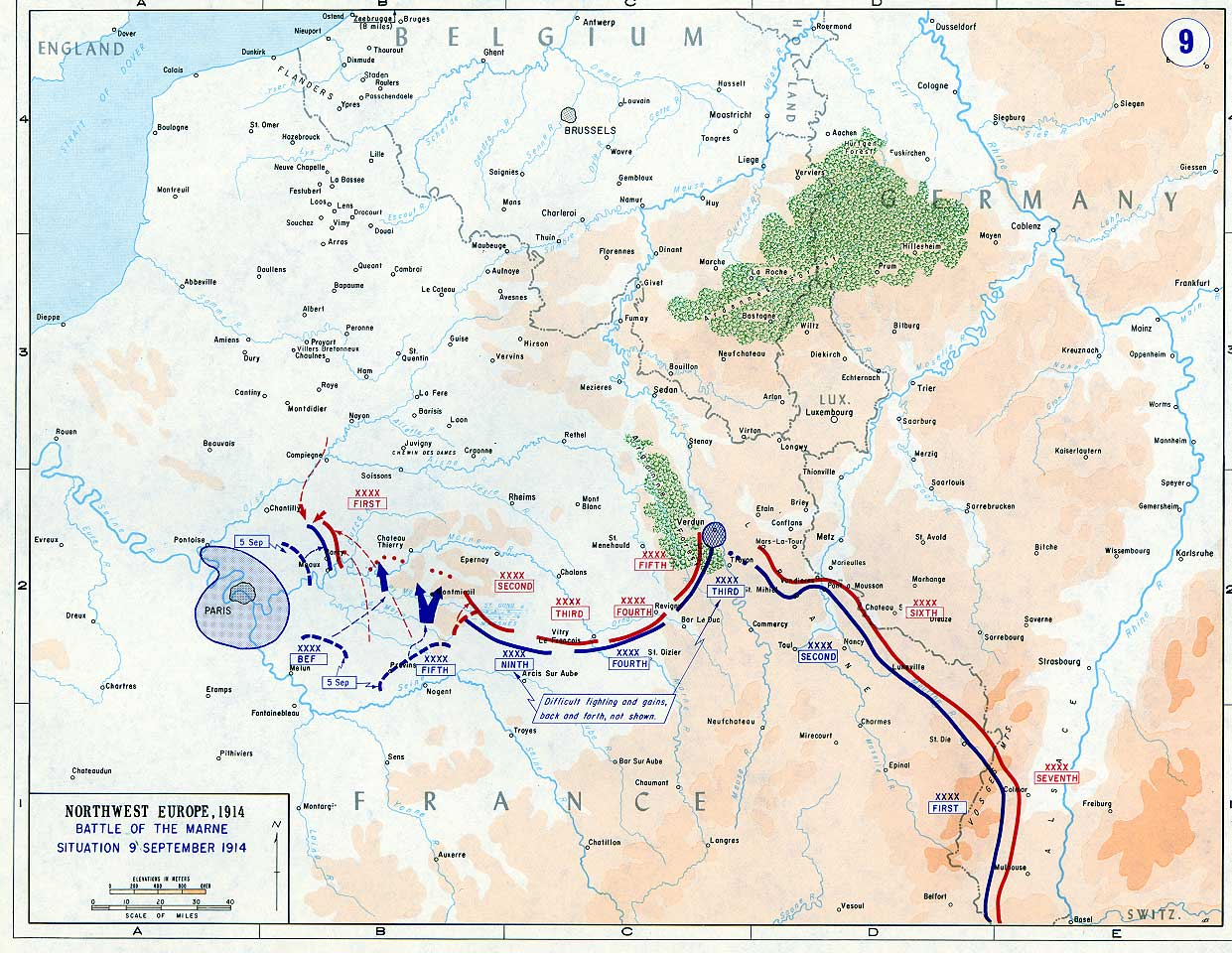
Carte de la bataille, avec les positions au 9 septembre.

L’ordre de bataille de la première bataille de la Marne fournit l'organisation des deux forces armées, d'une part l'Armée allemande et d'autre part l'Armée française et le Corps expéditionnaire britannique, qui s'affrontent du 6 au 12 septembre 1914 lors de la première bataille de la Marne.
Les grandes unités (armées, corps d'armée et divisions) sont listées ci-dessous d'ouest en est du champ de bataille, entre le camp retranché de Paris à l'ouest et la place fortifiée de Verdun à l'est (sans compter les garnisons de ces deux places).

## Forces allemandes
La direction des forces allemandes, qu'elles soient en Champagne mais aussi en Alsace-Lorraine et en province de Prusse-Orientale, est assurée par le « Commandement suprême de l'armée » (Oberste Heeresleitung : OHL) installé à Luxembourg, commandée nominativement par l'empereur Guillaume II, secondé par son chef d'état-major le général von Moltke.
La composition des différentes armées allemandes a évolué depuis la mobilisation du début d'août avec les corps détachés pour assurer la prise des places fortes adverses (d'une part les 3e et 9e corps de réserve au siège d'Anvers, d'autre part le 7e corps de réserve et une brigade du 7e corps d'armée au siège de Maubeuge) puis le transfert par chemin de fer d'unités sur le front de l'Est (le corps de réserve de la Garde et le 11e corps d'armée libérés par la prise de Namur le 25 août). Le total des forces allemandes engagées entre Paris et Verdun est de 44 divisions d'infanterie et de 7 divisions de cavalerie, soit environ 900 000 hommes et 2 928 canons.

### 1rearmée
La 1re armée allemande est commandée par le général von Kluck, avec comme chef d'état-major le général von Kuhl. QG à Rebais, puis à Mareuil.
- 2e corps d'armée (général von Linsingen) : 3e et 4e divisions d'infanterie
- 4e corps de réserve (général von Gronau) : 7e et 22e divisions de réserve
- 4e corps d'armée (général Sixt von Armin) : 7e et 8e divisions d'infanterie
- 3e corps d'armée (général von Lochow) : 5e et 6e divisions d'infanterie
- 9e corps d'armée (général von Quast) : 17e et 18e divisions d'infanterie
- 2e corps de cavalerie (général von der Marwitz) : 2e, 4e et 9e divisions de cavalerie

### 2earmée
La 2e armée allemande est commandée par le général von Bülow, avec comme chef d'état-major le général von Lauenstein. QG à Dormans, puis à Montmort.
- 1er corps de cavalerie (général von Richthofen) : division de cavalerie de la Garde et 5e division de cavalerie
- 7e corps d'armée (général von Einem) : 13e et 14e divisions d'infanterie (- la 26e brigade de la 13e division laissée au siège de Maubeuge)
- 10e corps de réserve (général von Eben) : 2e division de réserve de la Garde et 19e division de réserve
- 10e corps d'armée (général von Emmich) : 19e et 20e divisions d'infanterie
- Corps de la Garde (général von Plettenberg) : 1re et 2e divisions de la Garde

### 3earmée
La 3e armée allemande est commandée par le général von Hausen, avec comme chef d'état-major le général von Einem. QG à Châlons-sur-Marne.
- 12e corps de réserve (général Hans von Kirchbach) : 23e et 24e divisions de réserve
- 12e corps d'armée (général Karl Ludwig d'Elsa) : 23e et 32e divisions d'infanterie
- 19e corps d'armée (général Maximilian von Laffert) : 24e et 40e divisions d'infanterie

### 4earmée
La 4e armée allemande est commandée par le duc de Wurtemberg, avec comme chef d'état-major le général von Lüttwitz. QG à Courtisols.
- 8e corps d'armée (général von Nathusius également appelé général von Tschepe und Weidenbach) : 15e et 16e divisions d'infanterie
- 8e corps de réserve (général von Egloffstein (de)) : 15e et 16e divisions de réserve
- 18e corps d'armée (général von Schenck) : 21e et 25e divisions d'infanterie

### 5earmée
La 5e armée allemande est commandée par le prince-héritier de Prusse, avec comme chef d'état-major le général Schmidt von Knobelsdorf. QG à Varennes.
- 4e corps de cavalerie (général von Hollen) : 3e et 6e divisions de cavalerie
- 18e corps de réserve (général von Steuben) : 21e et 25e divisions de réserve
- 6e corps d'armée (général von Pritzelwitz) : 11e et 12e divisions d'infanterie
- 13e corps d'armée (général von Fabeck) : 26e et 27e divisions d'infanterie
- 16e corps d'armée (général von Mudra) : 33e et 34e divisions d'infanterie
- 6e corps de réserve (général von Goßler) : 11e et 12e divisions de réserve
- 5e corps de réserve (général von Gündell) : 9e et 10e divisions de réserve (au nord de la place de Verdun)

## Forces franco-britanniques
La direction des forces françaises, que ce soit en Champagne, en aval de Paris ou en Alsace-Lorraine, est assurée par le « grand quartier général » (GQG) installé à Châtillon-sur-Seine, commandé par le général Joffre.
La composition des différentes armées françaises a évolué depuis la mobilisation du début d'août avec la création de deux nouvelles (la 6e le 26 août et la 9e le 5 septembre) et le transfert par chemin de fer de 18 divisions de l'aile droite vers l'aile gauche, transfert qui se poursuit pendant la bataille. Le total des forces franco-britanniques engagées entre Paris et Verdun (sans compter les troupes du GMP) est le 6 septembre de 48 divisions d'infanterie et 9 divisions de cavalerie, passant le 9 septembre à 59 d'infanterie et 11 de cavalerie, regroupant 986 000 Français et 96 000 Britanniques, soit un total de 1 082 000 hommes et 3 000 canons.

### 6earmée
La 6e armée française est commandée par le général Maunoury ; l'armée dépend du GMP (général Gallieni) du 1er au 7 septembre. QG de l'armée au Raincy du 3 au 7, à Claye-Souilly du 7 au 11, à Antilly le 11 puis Villers-Cotterêts le 12 (PC à Compans les 6 et 7 puis à Saint-Soupplets du 8 au 11).
Le 6e GDR reste aux ordres du GMP, mais détache ses 61e et 62e DR au profit de la 6e armée.
- Corps de cavalerie[n 2] (général Sordet, remplacé le 8 par le général Bridoux) : 1re, 3e et 5e divisions de cavalerie (- la 3e DC le 9 mais qui reste à la 6e armée)
- 7e corps d'armée (général Vautier) : 14e division d'infanterie et 63e division de réserve (+ 61e DR du 7 au 9)
- 5e groupe de divisions de réserve (général Beaudenom de Lamaze) : 55e et 56e divisions de réserve
- 45e division d'infanterie (division d'Oran)
- + 4e corps d'armée (général Boëlle) le 7 : 7e division d'infanterie (+ 8e DI le 10 mais engagée dès le 8, + 61e DR du 9 au 11)
- + 62e division de réserve le 8 (mais engagée dès le 6)
- + 37e division d'infanterie (division de Constantine) le 9.

### Armée britannique
Le corps expéditionnaire britannique (British Expeditionary Force : BEF) est commandé par le maréchal French, avec QG à Melun.
- 3e corps (général Pulteney) : 4e division d'infanterie
- 2e corps (général Smith-Dorrien) : 3e et 5e divisions d'infanterie
- 1er corps (général Haig) : 1re et 2e divisions d'infanterie
- 1re division de cavalerie (général Allenby)

### 5earmée
La 5e armée française est commandée par le général Franchet d'Espèrey. QG à Romilly-sur-Seine du 4 au 8, à Villiers-Saint-Georges les 8 et 9 (PC à Montmirail le 8).
- corps de cavalerie Conneau (général Conneau) : 4e, 8e et 10e divisions de cavalerie  (- la 8e DC le 11, mais qui reste à la 5e armée)
- 18e corps d'armée (général de Maud'huy) : 35e, 36e et 38e divisions d'infanterie
- 3e corps d'armée (général Hache) : 5e, 6e et 37e divisions d'infanterie (- 37e DI le 9)
- 1er corps d'armée (général Deligny) : 1re et 2e divisions d'infanterie (+ 19e DI du 9 au 10)
- 10e corps d'armée (général Desforges) passe à la 9e armée le 9 : 19e DI, 20e DI et 51e DR (- 19e DI du 9 au 10)
- 4e groupe de divisions de réserve (général Valabrègue) : 53e et 69e divisions de réserve

### 9earmée
La 9e armée française est commandée par le général Foch. QG à Plancy le 5 puis à Fère-Champenoise le 10 (PC à Pleurs du 6 au 10).
- 9e corps d'armée (général Dubois) : 17e DI, division marocaine et 52e DR
- 11e corps d'armée (général Eydoux) : 21e DI, 22e DI et 60e DR (+ 18e DI du 8 au 13)
- 9e division de cavalerie
- 42e division d'infanterie (général Grossetti)
- + 10e corps d'armée du 9 au 10 (général Desforges) : 20e DI et 51e DR (+ 19e DI le 11)
- + 6e division de cavalerie le 10 (forme avec la 9e DC le corps de cavalerie de l'Espée du 10 au 12)

### 4earmée
La 4e armée française est commandée par le général de Langle de Cary, avec le QG à Brienne-le-Château du 5 au 10 (PC à Chavanges du 6 au 10), puis à Souain du 10 au 13.
- 17e corps d'armée (général Dumas) : 33e et 34e divisions d'infanterie (+ 23e DI du 7 au 11)
- 12e corps d'armée (général Roques) : 23e et 24e divisions d'infanterie (- 23e DI du 7 au 11)
- Corps d'armée colonial (général Jules Lefèvre) : 2e et 3e divisions d'infanterie coloniale
- 2e corps d'armée (général Gérard) : 3e et 4e divisions d'infanterie
- + 21e corps d'armée (général Legrand) à partir du 7 : 13e et 23e divisions d'infanterie (+ 43e DI le 9, - 23e DI le 11)
- + 6e division de cavalerie du 8 au 10

### 3earmée
La 3e armée française est commandée par le général Sarrail, avec le QG à Ligny-en-Barrois du 5 au 15 septembre.
- 5e corps d'armée (général Micheler) : 9e et 10e divisions d'infanterie[n 3]
- 6e corps d'armée (général Verraux) : 12e DI, 40e DI (+ 65e DR du 7 au 11)
- 3e groupe de divisions de réserve (général Durand) : 75e, 65e et 67e divisions de réserve (- 65e DR le 7, + 72e DR du 8 au 11, + 65e DR le 11)
- 7e division de cavalerie
- + 15e corps d'armée (général Espinasse) le 6 : 29e et 30e divisions d'infanterie (- 29e DI uniquement le 8, mais reste à la 3e armée)